# Lamothe-en-Blaisy
Lamothe-en-Blaisy is een plaats en voormalige gemeente in het Franse departement Haute-Marne (regio Grand Est) en telt 81 inwoners (2009). De plaats maakt deel uit van het arrondissement Chaumont.

## Geschiedenis
De gemeente maakte deel uit van het kanton Juzennecourt tot dit op 22 maart 2015 werd opgeheven en Lamothe-en-Blaisy werd opgenomen in het kanton Châteauvillain.
Op 1 januari 2017 fuseerde de gemeente met Colombey-les-Deux-Églises tot de commune nouvelle Colombey les Deux Églises.

## Geografie
De oppervlakte van Lamothe-en-Blaisy bedraagt 10,1 km², de bevolkingsdichtheid is dus 8 inwoners per km².
De onderstaande kaart toont de ligging van Lamothe-en-Blaisy met de belangrijkste infrastructuur en aangrenzende gemeenten.

## Demografie
Onderstaande figuur toont het verloop van het inwonertal (bron: INSEE-tellingen).